# SMS G 196
G 196 (później T 196) – niemiecki niszczyciel z okresu I wojny światowej, po wojnie przeklasyfikowany na torpedowiec, służył jako okręt pomocniczy także w czasie II wojny światowej. Po wojnie przejęty przez ZSRR.
Należał do niszczycieli typu 1906 (S138), podtypu G 192. Służył podczas I wojny światowej. Był jednym z okrętów, które zezwolono zachować Niemcom po wojnie, przeklasyfikowany wówczas na torpedowiec, ze zmianą oznaczenia z G 196 na T 196 (litera T oznaczała torpedowce). Na początku lat 20. został zmodernizowany w Wilhelmshaven, m.in. zmieniono mostek i kominy. Od lat 30., będąc zupełnie przestarzały w swojej pierwotnej roli, pełnił funkcje pomocnicze. Od 1937 roku został okrętem flagowym Dowódcy Trałowców (FdM), zdemontowano wówczas wyrzutnie torped i wyposażono go w pomieszczenia sztabowe. Jego uzbrojenie składało się wówczas z 2 armat 105 mm i 2 armat przeciwlotniczych 20 mm. Później pełnił rolę okrętu szkolnego.
Po wybuchu II wojny światowej, intensywnie używany podczas kampanii wrześniowej jako okręt flagowy Dowódcy Trałowców. Ostrzeliwał pozycje polskie na Westerplatte i Kępie Oksywskiej. Był w służbie do 1945 roku, gdy został przejęty przez ZSRR w ramach reparacji wojennych. W barwach radzieckich służył krótko jako „Pronzitielnyj” (Пронзительный), wycofany ok. 1949 roku.